# گریه کنید ای چشمان من

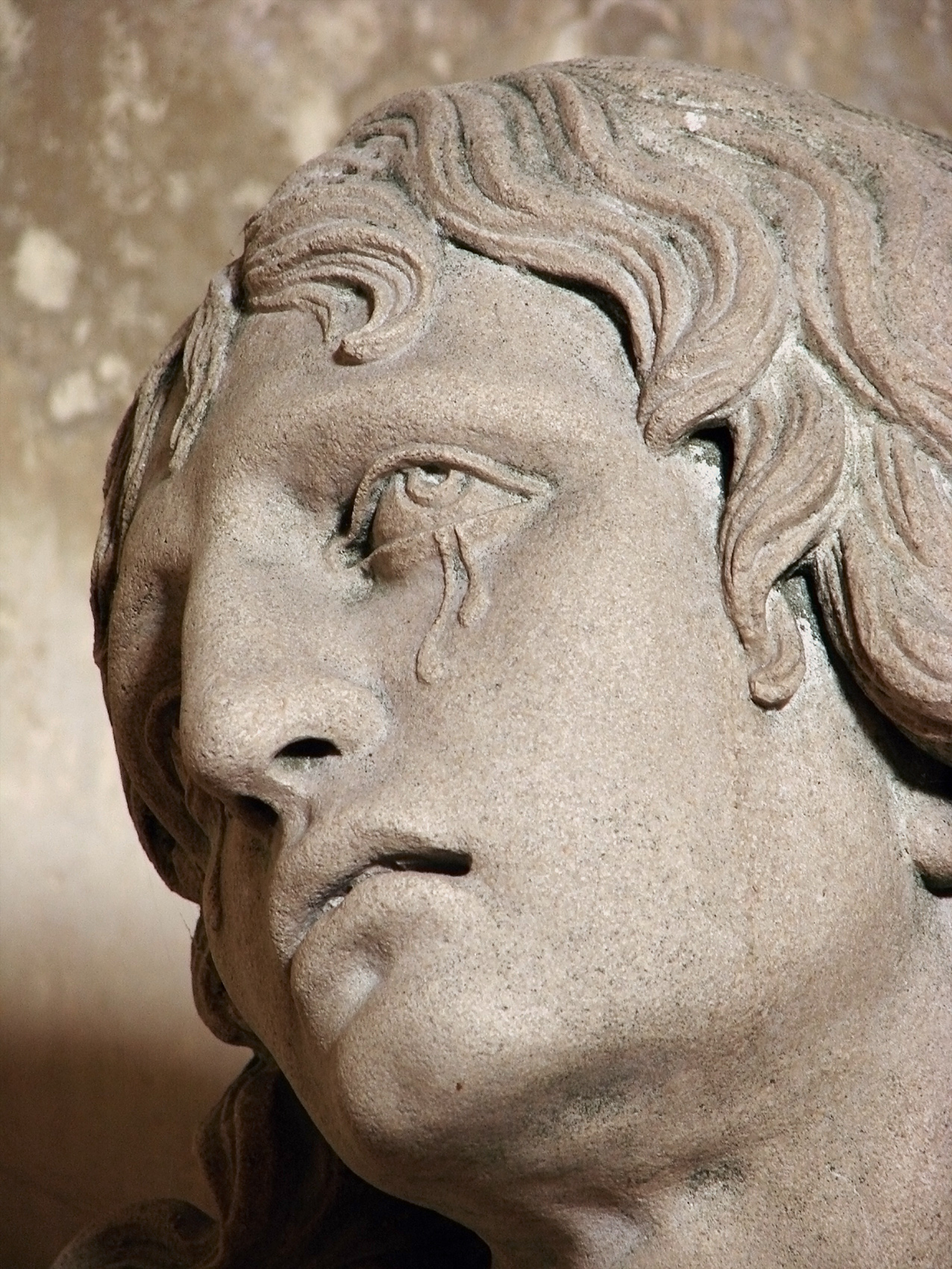
حان بیت

گریه کنید ای چشمان من (به انگلیسی: Weep, O Mine Eyes) نام آهنگی است از جان بِنِت، آهنگساز انگلیسی. این اثر در سال ۱۵۹۹ میلادی برای آواز گروهی نوشته شده‌است و به عنوان یکی از معروف‌ترین مادریگال‌های جان بنت شناخته می‌شود.